# Franz Knoller

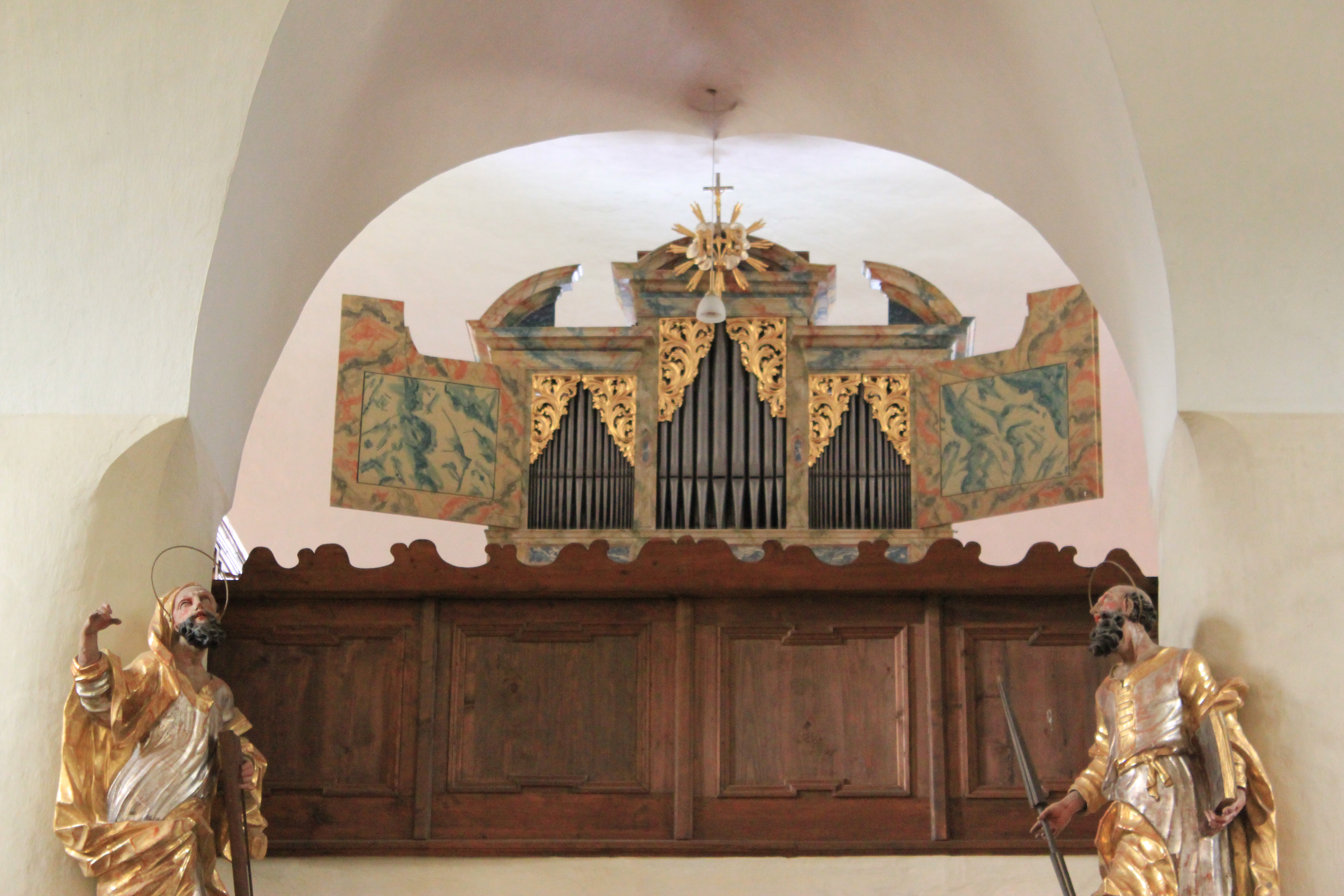
Orgel in Pfarrkirche Metnitz

Franz Knoller (* im 17. Jahrhundert; † 11. April 1732 in St. Veit an der Glan) war ein österreichischer Orgelbauer.

## Leben
Franz Knoller scheint als Orgelbauer erstmals beim Bau der Orgel in der Stadtpfarrkirche St. Veit an der Glan auf, wobei er aus Tirol stammen dürfte. Im Jahre 1706 legte er den Bürgereid für die Stadt St. Veit an der Glan ab und hat er auch sich verehelicht. Von ihm sind über 20 Orgeln in der Steiermark und in Kärnten nachweisbar.

## Werkliste
| Jahr | Ort                  | Gebäude                              | Bild | Manuale | Register | Bemerkungen                           |
| ---- | -------------------- | ------------------------------------ | ---- | ------- | -------- | ------------------------------------- |
| 1680 | Ossiach              | Stift Ossiach                        |      | I/P     | 10       | Chororgel                             |
| 1718 | Metnitz              | Pfarrkirche Metnitz                  |      | I/P     | 8        | [ 2 ]                                 |
| 1724 | Sommerau             | Filialkirche St. Oswald              |      | I/P     | 6        |                                       |
| 1727 | Straßburg-Stadt      | Heiligengeistkirche (Straßburg)      |      | I/P     | 5        |                                       |
| 1730 | Fohnsdorf            | Pfarrkirche Fohnsdorf                |      | I/P     | 8        | nicht erhalten                        |
| 1731 | St. Veit an der Glan | Klosterkirche (St. Veit an der Glan) |      | II/P    | 12       | 1777 vergrößert durch Joachim Prugger |